# برانکو میلانوویچ
برانکو میلانوویچ (به انگلیسی: Branko Milanović) یک اقتصاددان صربستانی-آمریکایی است که بیشتر به خاطر کارش در زمینه توزیع درآمد و نابرابری شناخته شده‌است.